# 루스 고든
루스 고든(Ruth Gordon, 1896년 10월 30일 ~ 1985년 8월 28일)은 미국의 배우, 영화 각본가, 극작가이다. 아카데미 각본상에 총 세 차례 후보 지명되었다. 영화 《로즈메리의 아기》(1968)로 1969년 제26회 골든 글로브상과 제41회 아카데미상의 여우조연상을 동시에 수상하였다. 1979년 ABC 시트콤 《택시》(1979)로 제31회 프라임타임 에미상 코미디 시리즈 부문 여우주연상을 받기도 했다.

## 작품 목록

### 영화 각본
- 이중 생활 (1947)
- 아담의 부인 (1949)
- 팻과 마이크 (1952)
- 여배우 (1953)

### 영화 출연
- 일리노이의 에이브 링컨 (1940)
- 두 얼굴의 여인 (1941)
- 엣지 오브 다크니스 (1943)
- 인사이드 데이시 클로버 (1965)
- 로즈메리의 아기 (1968)
- 해롤드와 모드 (1971)
- 빅 버스 (1976)
- 더티 파이터 2 (1978)
- 더티 파이터 (1980)

### 텔레비전 출연
- 코작 (1975)
- 새터데이 나이트 라이브 (1977)
- 사랑의 유람선 (1977)
- 택시 (1979)

### 연극 출연
- 피터와 웬디 (1916)
- 인형의 집 (1938)
- 세 자매 (1943)